# Pselcis latefasciata
Pselcis latefasciata là một loài nhện trong họ Salticidae.
Loài này thuộc chi Pselcis. Pselcis latefasciata được Eugène Simon miêu tả năm 1877.